# Кол Леоне (Фрозиноне)
Кол Леоне је насеље у Италији у округу Фрозиноне, региону Лацио.
Према процени из 2011. у насељу је живело 159 становника. Насеље се налази на надморској висини од 160 м.